# Osmia physariae
Osmia physariae är en biart som beskrevs av Cockerell 1907. Osmia physariae ingår i släktet murarbin, och familjen buksamlarbin. Inga underarter finns listade i Catalogue of Life.